# ロウヴェン・ヘニングス
ロウヴェン・ヘニングス（1987年8月28日 - ）はドイツのサッカー選手。ポジションはFW。フォルトゥナ・デュッセルドルフ所属。

## 経歴
2001年、ハンブルガーSVに加入した。2009年7月、前シーズンよりレンタルで加入していたFCザンクトパウリに完全移籍。
2012年6月、3. リーガに所属するカールスルーエSCに加入し、同年の2部昇格に貢献した。翌シーズンは31試合に出場し10得点、更に翌年には17ゴールを挙げチームを3位に導く。
2015年夏、PAOK FCや古巣のハンブルガーSVからオファーを受ける中、フットボールリーグ・チャンピオンシップに降格したバーンリーFCに移籍した。しかし2015-16シーズンに決めたゴールは11月28日のカーディフ・シティFC戦のみであり、わずか1ゴールと不甲斐無い結果に終わる。チームはプレミアリーグに復帰を果たしたものの、翌シーズンのスカッドに名を連ねることは無かった。
2016-17シーズンは母国ドイツのフォルトゥナ・デュッセルドルフに期限付き移籍をする。2017年7月2日、デュッセルドルフに完全移籍にて再加入することが発表された。2017-18シーズンはチームの中心選手としてブンデスリーガ昇格に貢献した。